# Kohlsia graphis
Kohlsia graphis är en loppart som först beskrevs av Rothschild 1909. Kohlsia graphis ingår i släktet Kohlsia, och familjen fågelloppor.

## Underarter
Arten delas in i följande underarter:
- K. g. graphis
- K. g. erana